# ルパン三世B
『ルパン三世B』（ルパンさんせいビー）は、モンキー・パンチ原作・馬場民雄作画、トムス・エンタテインメント監修による日本の漫画作品。『ルパン三世officialマガジン』（双葉社）連載。

## 概要
タイトルの「B」とは、作画を担当した馬場のことを指している。

## 犯罪帝国の財宝編
コミックス全1巻。2014年2月28日発売。ISBN 978-4575843538
表題作の「犯罪帝国の財宝」は、「ルパンが街を牛耳る麻薬王のお宝を狙う」という1つのストーリーを、ルパン、次元と不二子、五ェ門、銭形警部と四つの視点から描いている。
収録作品
- 犯罪帝国の財宝
  - 「次元と不二子 2人でお留守番」2013年冬号掲載
  - 「五ェ門の弟子」2013年春号掲載
  - 「犯罪帝国の財宝」2013年夏号掲載
  - 「銭形警部の報告書」2013年秋号掲載

- 「大陸横断超特急」2012年春号掲載
- 「ルパンとワタシ」2009年秋号掲載 2ページのエッセイ風

## 未収録作品
- 「永久（とわ）の花」2010年冬号掲載、シリーズ第1作
- 「囚われの名画を救え!」2011年春号掲載
- 「壷振り不二子」2014年冬号掲載